# Gunung Semelit
Gunung Semelit är ett berg i Indonesien.   Det ligger i provinsen Aceh, i den västra delen av landet, 1 700 km nordväst om huvudstaden Jakarta. Toppen på Gunung Semelit är 2 334 meter över havet.
Terrängen runt Gunung Semelit är bergig söderut, men norrut är den kuperad.Runt Gunung Semelit är det mycket glesbefolkat, med 5 invånare per kvadratkilometer. Det finns inga samhällen i närheten. I omgivningarna runt Gunung Semelit växer i huvudsak städsegrön lövskog.